# Antoni Abad Roses
Antoni Abad Roses (Lérida, 1956) es un artista español, con una larga trayectoria artística.

## Biografía
Comenzó su carrera en el mundo de la escultura evolucionando con el tiempo hacia el videoarte y posteriormente al net.art y los nuevos medios.
Hijo del escultor Abad Gil y la poetisa Teresa Roses, la formación artística de Antoni Abad resulta fruto de la enseñanza tanto de su padre, como de los estudios correspondientes a su licenciatura en Historia del arte en la Universidad de Barcelona en el año 1979, y los estudios de Grabado en Cuenca, Londres (Reino Unido) y Perugia (Italia). Su trabajo ha evolucionado muy rápidamente, alejándose de los tradicionales conceptos pictóricos y escultóricos en los que se inició como artista, hacia el uso de las nuevas tecnologías, campo en que ha convertido en uno de los creadores más singulares a nivel español. Comenzó su carrera en el campo de la pintura y la escultura, aunque en todos los casos hacía uso de la fotografía, la cual le permitió hacer evidente su interés por el movimiento en las esculturas secuenciales. Así, parece natural su paso al videoarte y las videoinstalaciones, disciplinas que desarrolló a lo largo de los años 90 del siglo XX. Su interés por la informática hizo que haya sido uno de los pioneros en España del arte electrónico. Ha utilizado el net.art como una plataforma de investigación creativa, convirtiéndose algunas de estas obras de Abad en un anticipo de las redes sociales, años antes de que se popularizaran en nuestra sociedad. La obra de Antonio Abad expresa la voluntad de experimentación formal en torno a los conceptos de espacio y tiempo, siempre presentes en su obra, no exenta en los últimos tiempos de un cierto tono irónico y crítico.

## Exposiciones relevantes
Lista incompleta:
- 1986: Espai 13. (Fundación Joan Miró).
- 1989: La Biennal de Barcelona. Joves creadors europeus
- 1991: Premio de Artes Plásticas Medalla Morera. Museo de Arte Jaime Morera. Junio.
- 1997: Medidas de emergencia. Espacio Uno, Museo Nacional Centro de Arte Reina Sofía, Madrid.
- 1999: Museo de Arte Moderno de Buenos Aires y Bienal de Venecia (único artista leridano que participó en esta muestra).[1]
- 2003: The Real Royal Trip. P.S.1. – Museo de Arte Moderno de Nueva York, Nueva York.
- 2006: Centro de Arte Santa Mónica de Barcelona.

## Selección de premios
- 1990, Premio de Artes Plásticas Medalla Morera.
- 2002, Premio Ciudad de Barcelona en la categoría de Multimedia por su obra Z, expuesta en la Sala Metrònom y el Centro de Arte Santa Mónica.
- 2006, Ganador del Golden Nica del Arte Electrónica, por la categoría de comunidades virtuales. Considerado el premio más importante a nivel mundial en términos de arte y nuevas tecnologías.[1]
- 2006, Premio Nacional de Artes Visuales, concedido por la Generalidad de Cataluña.